# Kloster Wittem

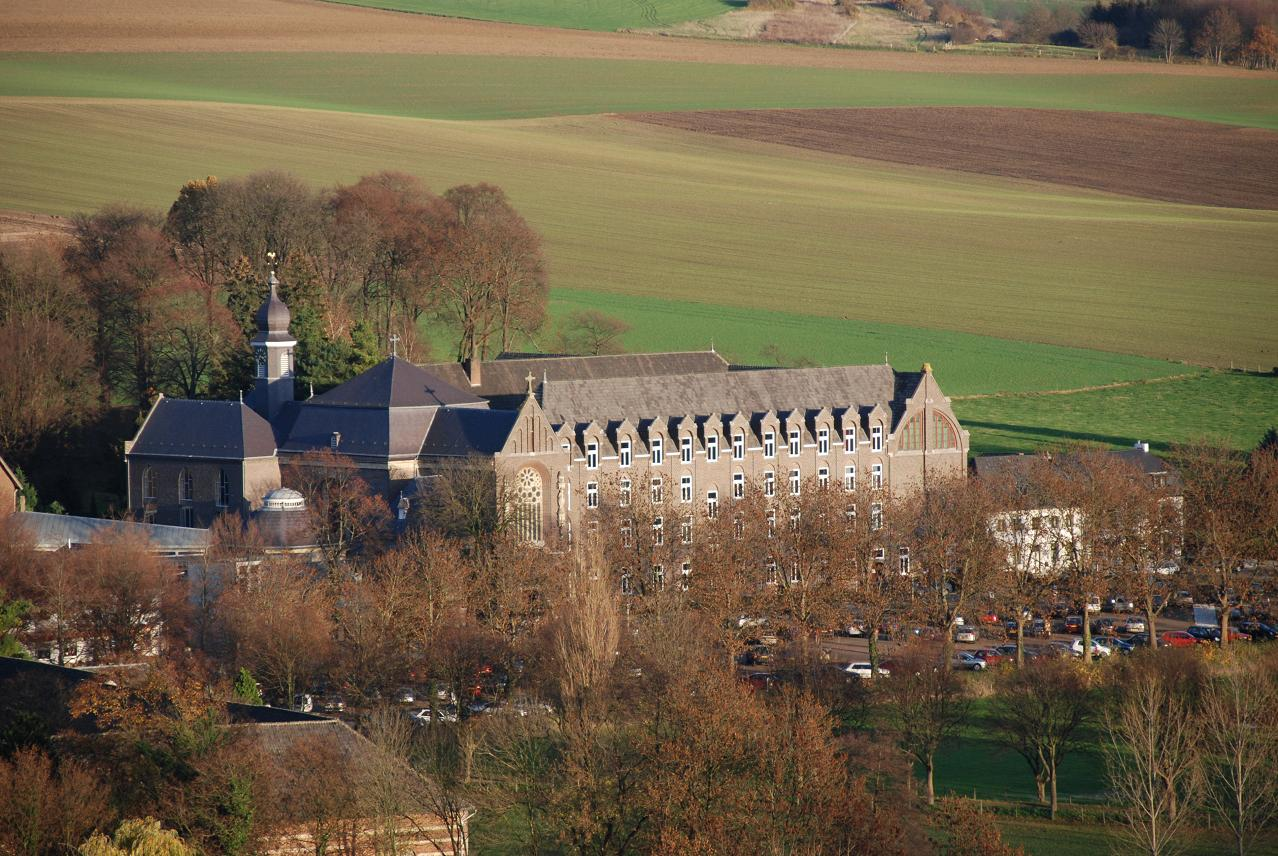
Kloster Wittem

Das Kloster Wittem ist ein römisch-katholisches Kloster in Wittem, heute einem Ortsteil von Gulpen-Wittem in der niederländischen Provinz Limburg im Bistum Roermond.

## Geschichte

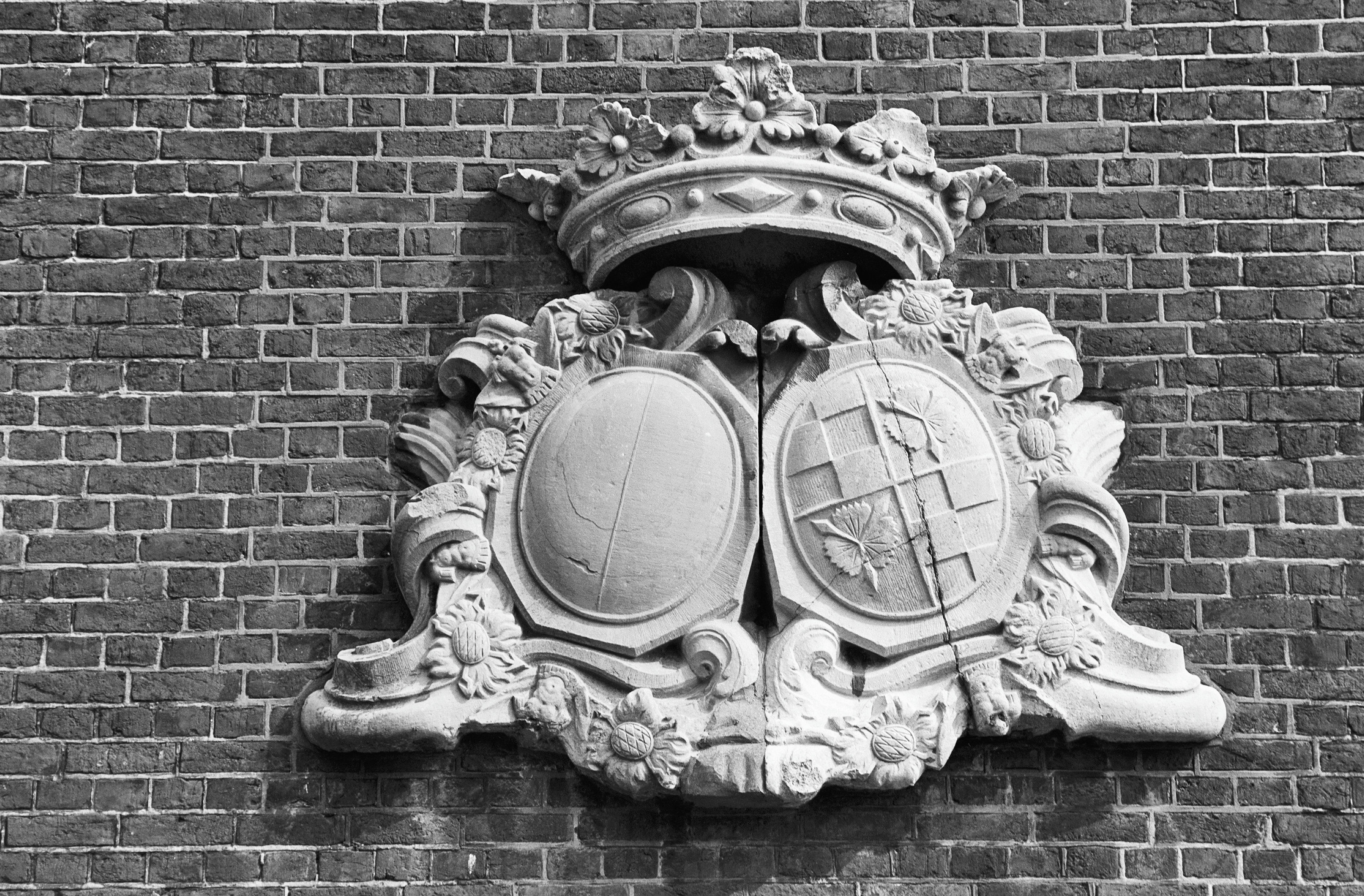
Wappenstein Ferdinand von Plettenbergs

Das Kloster Wittem wurde von Ferdinand von Plettenberg, Erbmarschall des Hochstifts Münster, gegründet, der 1722 die südniederländische Herrschaft Wittem erworben und sie bis 1732 zur selbständigen Reichsgrafschaft ausgebaut hatte. Das Kloster sollte als Hauskloster seiner Familie, seine Kirche als Mausoleum und die Klosterbauten gleichzeitig als Familienresidenz dienen. Mit der Wahrnehmung der Seelsorge wurde der Kapuzinerorden beauftragt, dessen Niederlassung in Köln zwanzig Mönche entsandte. Die Grundsteinlegung fand am 16. Juni 1729 statt, mit den Bauarbeiten wurde der Münsteraner Baumeister Johann Conrad Schlaun beauftragt, der 1732 bis 1734 für denselben Bauherrn auch die Pfarrkirche St. Agatha in Eys, einem Ortsteil von Gulpen-Wittem, errichtete. Die Bauausführung übernahm der junge Aachener Baumeister  Johann Joseph Couven. Der Kirchenbau war bereits 1731 weitgehend vollendet, die Übergabe des Klosters an den Kapuzinerorden fand am 16. Mai 1735, dem Gedenktag des hl. Johannes Nepomuk, die offizielle Einweihung der Kirche jedoch erst am 16. Juni 1770 durch den Weihbischof von Lüttich statt. 1797 erfolgte die Säkularisation des Klosters.
Nach längerem Leerstand wurden die Bauten 1835 dem Redemptoristenorden übergeben, der hier ein Priesterseminar einrichtete. Aufgrund der starken Zunahme der Mitglieder namentlich nach dem Jesuitengesetz von 1872, das den Orden im Deutschen Reich verbot, entstand in den Jahren 1891 bis 1894 ein Neubau der gesamten Anlage durch den niederländischen Kirchenarchitekten  Johannes Kayser, der die barocke Kirche integrierte. 1938 entstand durch Jos Wielders ein eigener Seminarflügel, bevor 1968 das Priesterseminar an die Theologische Hochschule Heerlen verlegt wurde. 1961–62 wurde nördlich der Kirche eine dem Patrozinium des heiligen Gerardus Majella unterstellte Kapelle erbaut. 2005 wurde die niederländische Ordensprovinz mit der kölnischen und der schweizerischen zusammengelegt und Wittem zum Hauptsitz bestimmt. Aufgrund von Finanzierungsproblemen sah sich der Konvent 2018 gezwungen, Teile der Klosteranlage zu verkaufen.

## Architektur
Die heutige Klosteranlage zeigt im Wesentlichen das Erscheinungsbild des ausgehenden 19. Jahrhunderts. Von der barocken Klosteranlage wurde lediglich der Kirchenbau übernommen, dessen Fassade aber in Anpassung an das neugotische Erscheinungsbild ersetzt wurde. Der ursprüngliche Bauzustand ist weitgehend durch die originalen Bauzeichnungen belegt.

### Das Kapuzinerkloster

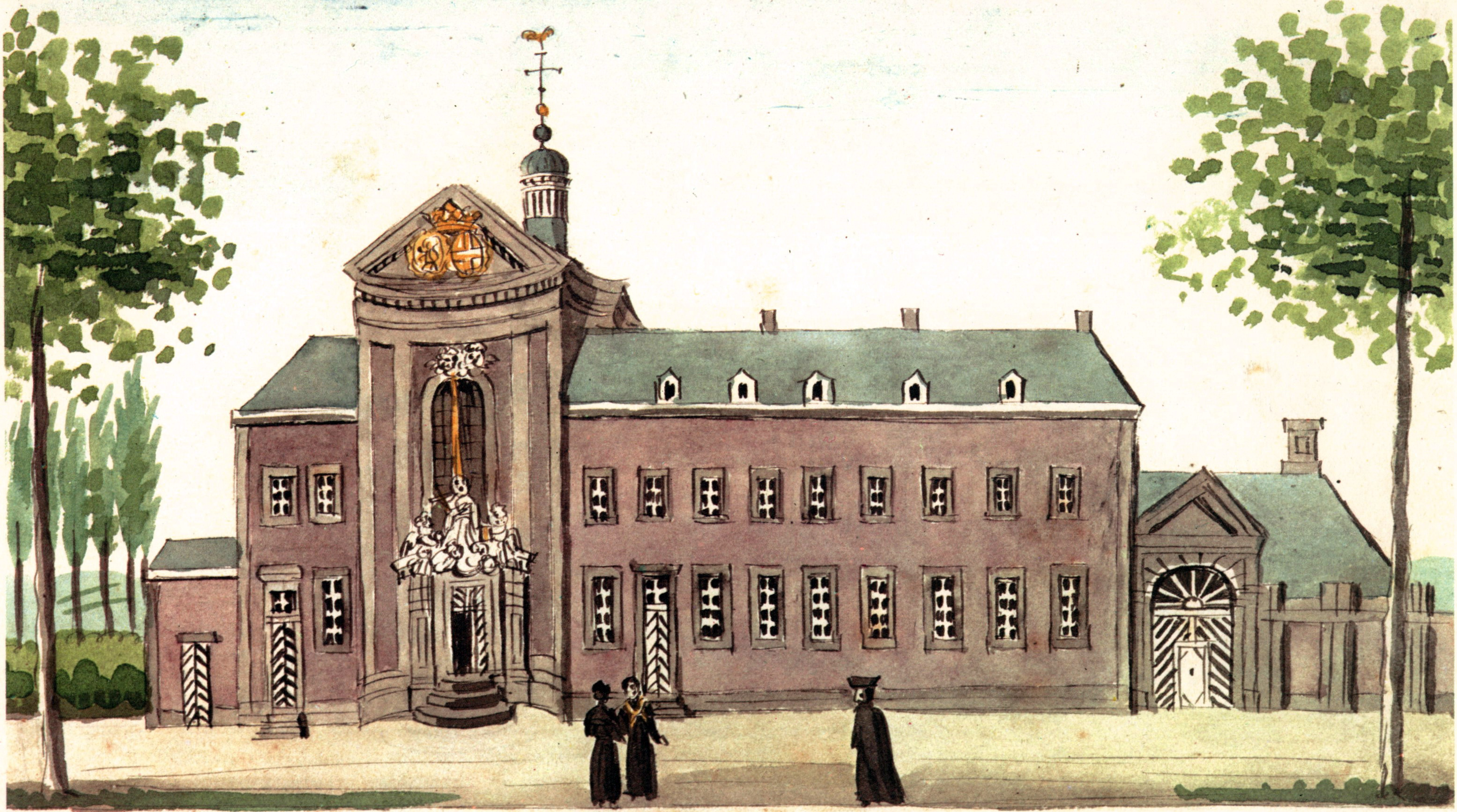
Ansicht des Klosters um 1850
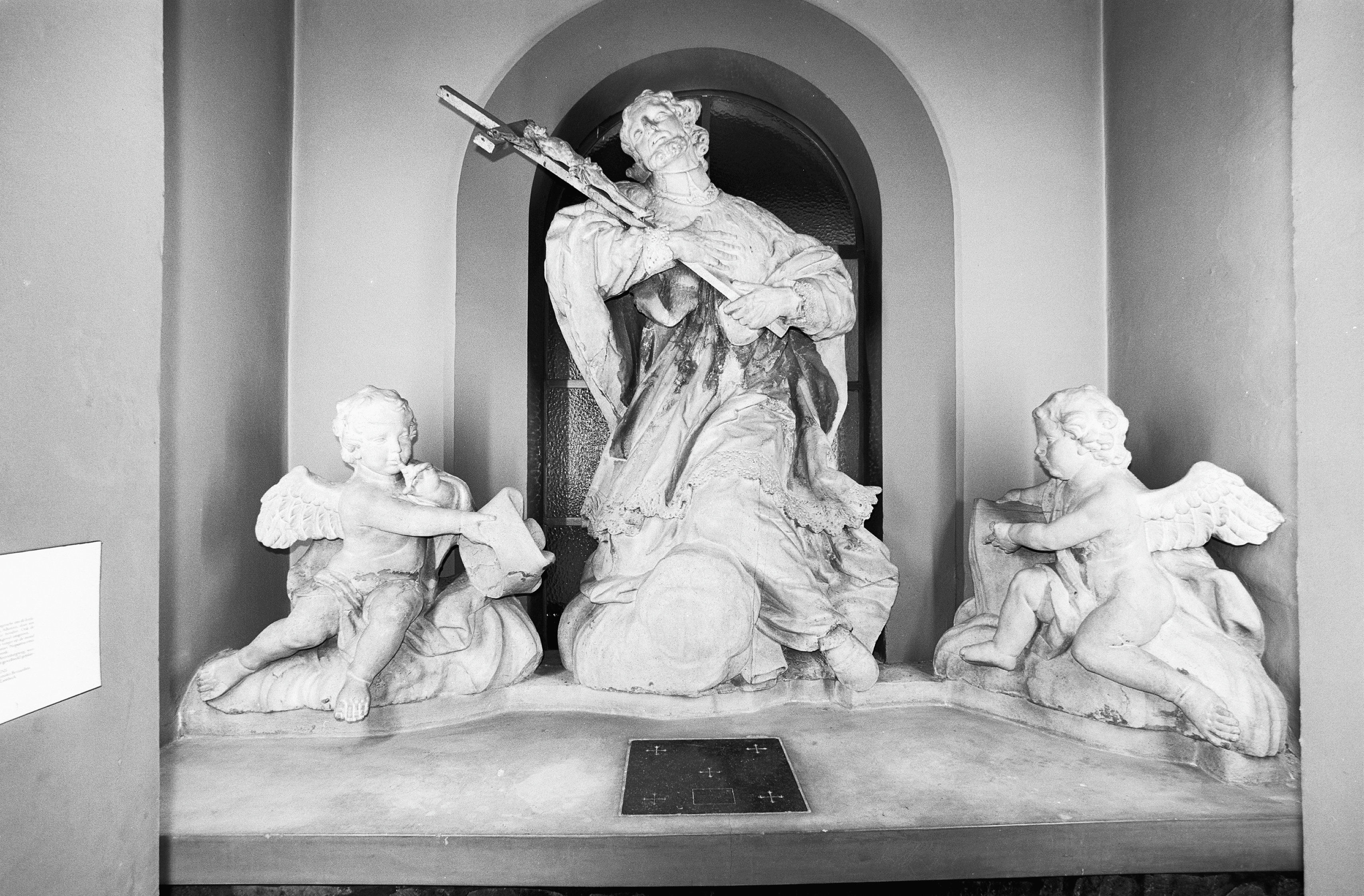
Skulpturengruppe der barocken Kirchenfassade
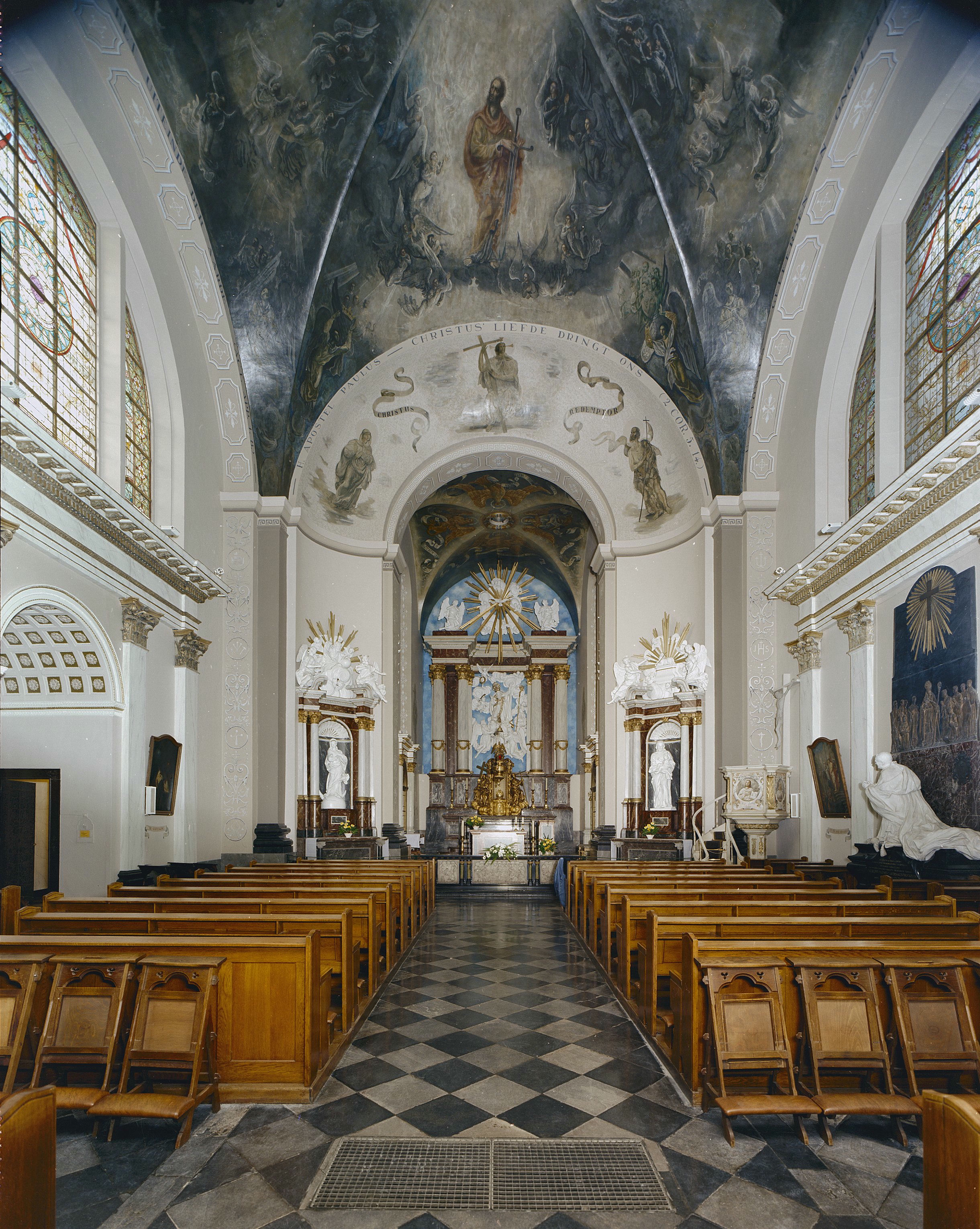
Innenansicht der Kirche
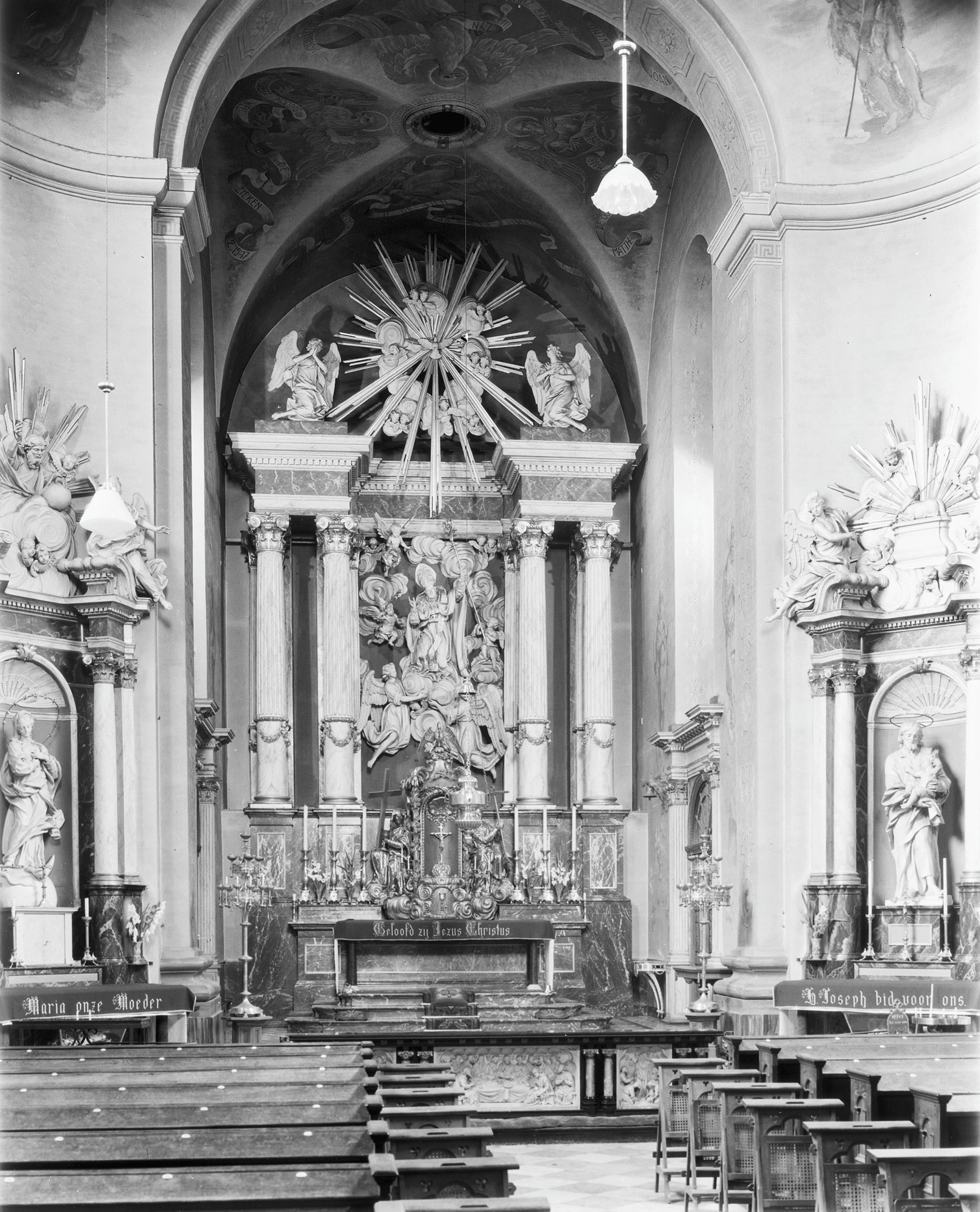
Hochaltar
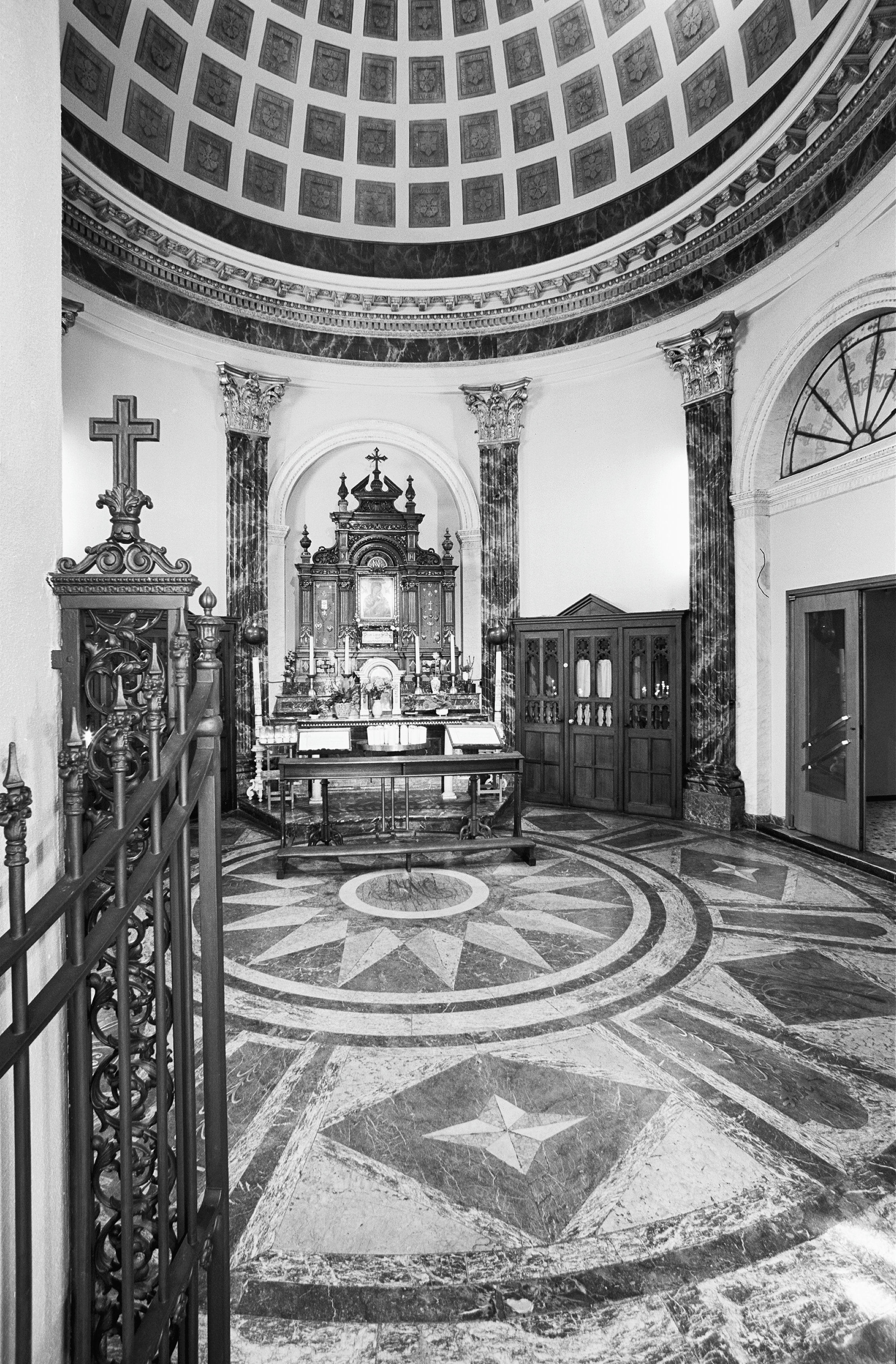
Rundkapelle
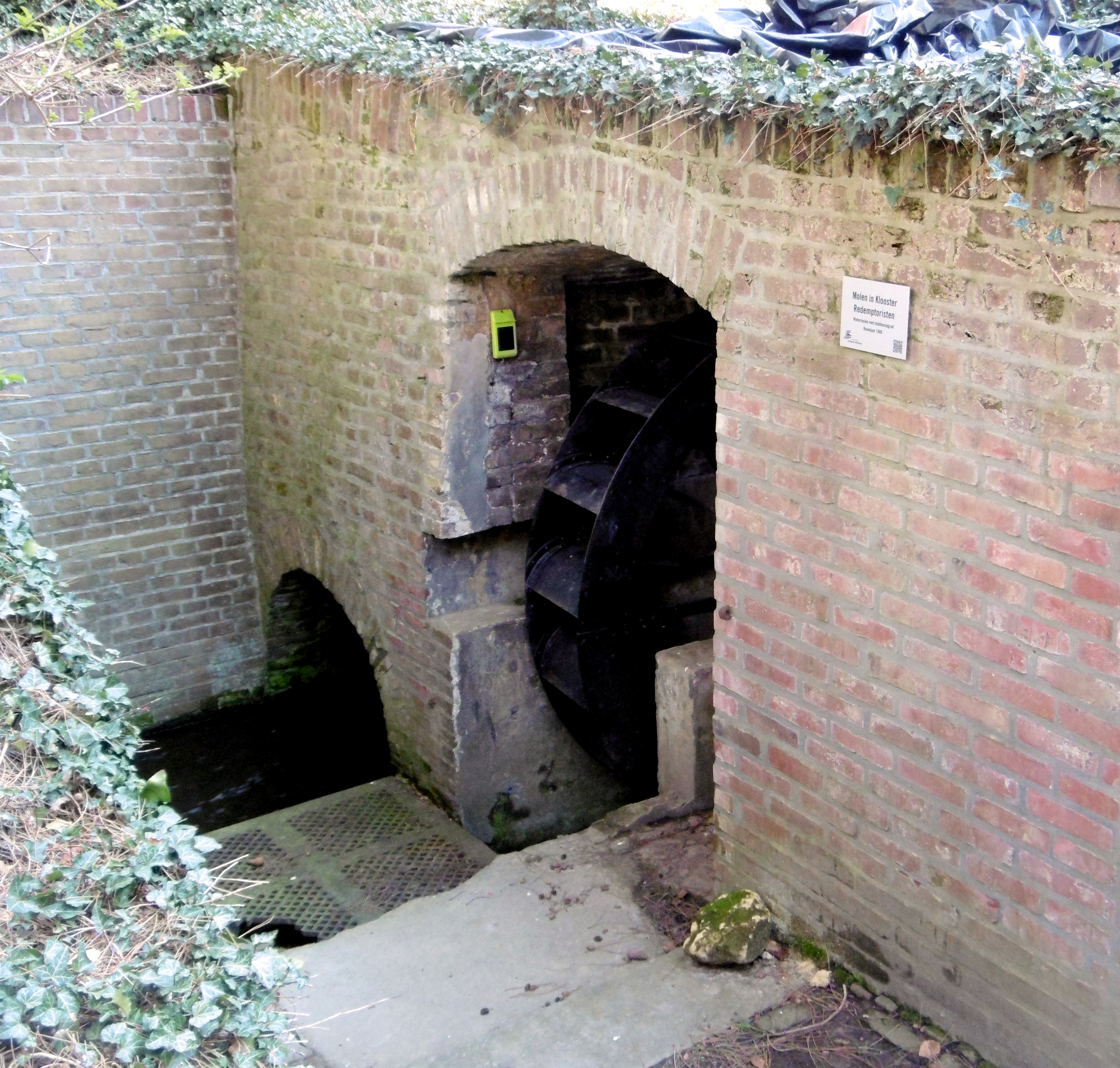
Ehemalige Klostermühle

Das 1730 bis 1735 von Johann Conrad Schlaun errichtete Bauwerk bestand aus einer Kirche, der sich südseitig um einen quadratischen Kreuzgang die zweigeschossige Klosteranlage anschloss. Deren Westflügel war südlich um einen Anbau verlängert, dem ein ähnlicher Flügel nördlich der Kirchenfassade entsprach. Beide Anbauten sowie durchgehend das erste Obergeschoss des Westflügels diente als Residenz der Bauherrnfamilie, die damit zugleich einen direkten Zugang zur Patronatsloge im Westteil der Kirche besaß.
Die ganz in Übereinstimmung mit Schlauns Gestaltungsprinzipien entworfene, mit einem Dreiecksgiebel bekrönte Kirchenfassade war über konkav gebogenem Grundriss als einfaches, von pilasterartigen Mauerstreifen begrenztes Rechteck aufgeführt, in das Portal und Fenster eingesetzt waren. In das Fenster war die Skulpturengruppe des hl. Nepomuk eingestellt, die sich heute im Innern befindet. Eindeutiges Vorbild dieser Gestaltung war die Kirche Santissime Stimmate di San Francesco in Rom, von der Schlaun auf seiner Romreise eine Zeichnung angefertigt hatte.
Im Gegensatz zur verlorenen Kirchenfassade ist der zugehörige Kirchenbau selbst vollständig erhalten. Ein über quadratischem Grundriss aufgeführter und von einem Kreuzgratgewölbe geschlossener Zentralraum, dem östlich der Altarraum und westlich die Vorhalle mit der darüberliegenden Patronatsloge angegliedert ist. Die Raumkanten sind im Sinne einer plastischen Raumgestaltung nischenartig ausgerundet und als Chor- bzw. Emporenbogen weitergeführt.
Um 1850 erhielten die Seitenwände der Kirche eine klassizistische Dekoration, die nordseitig in Triumphbogenform  zu der als überkuppelte Rotunde gestalteten Kapelle überleitet.
1881 erfolgte die Ausmalung der Gewölbe durch Charles Eyck.

### Das Redemptoristenkloster

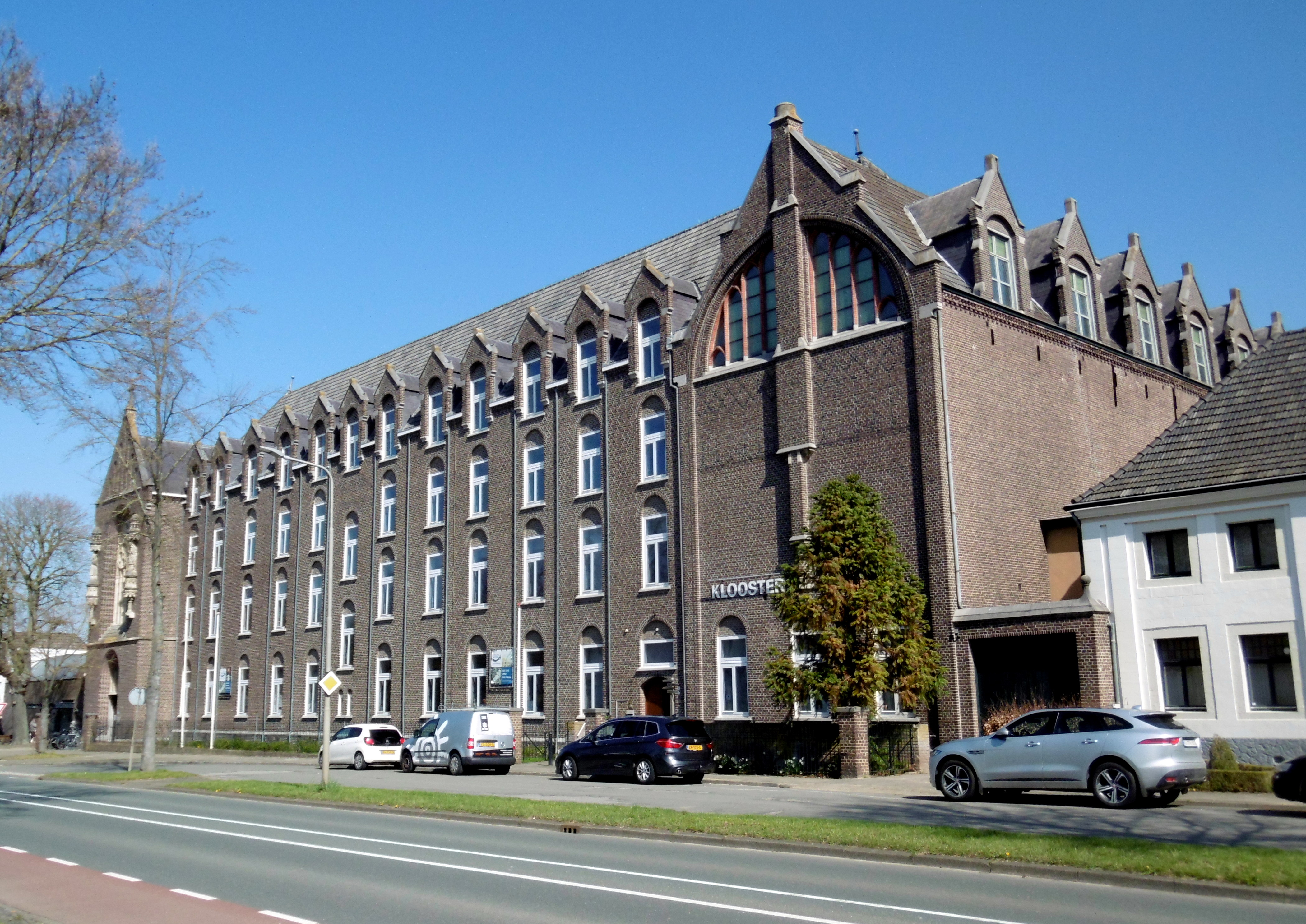
Straßenfassade mit Bibliothekstrakt
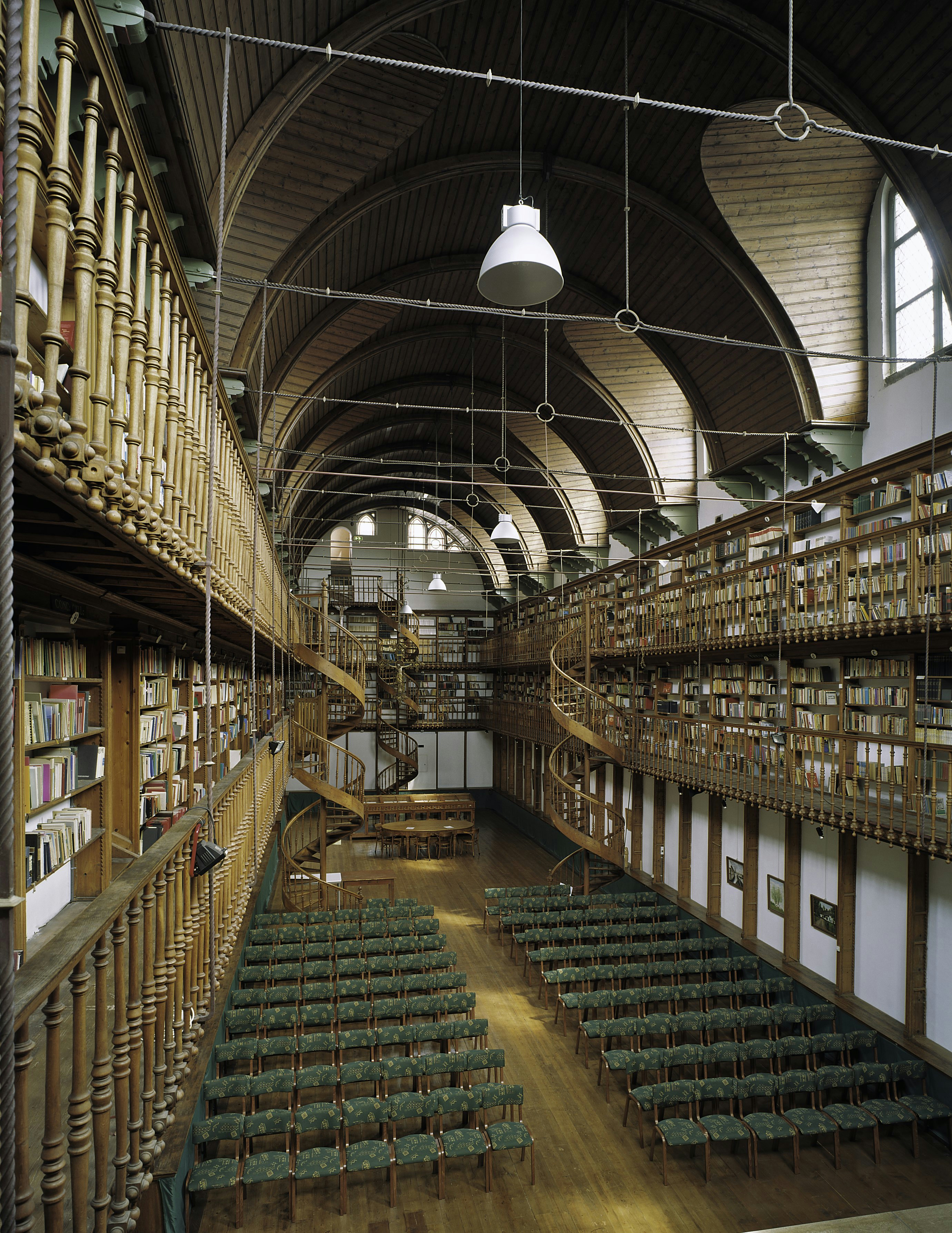
Klosterbibliothek
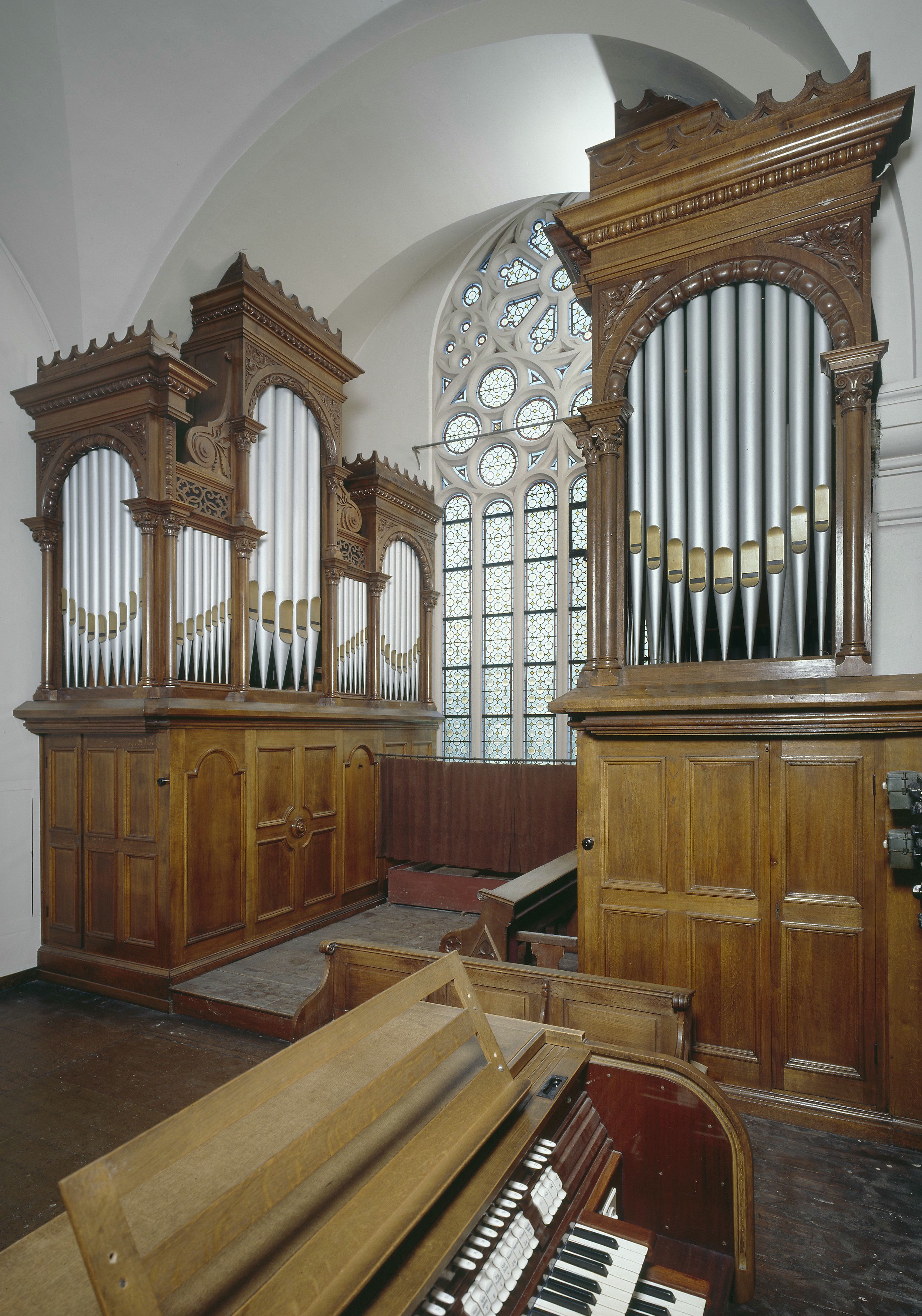
Orgel
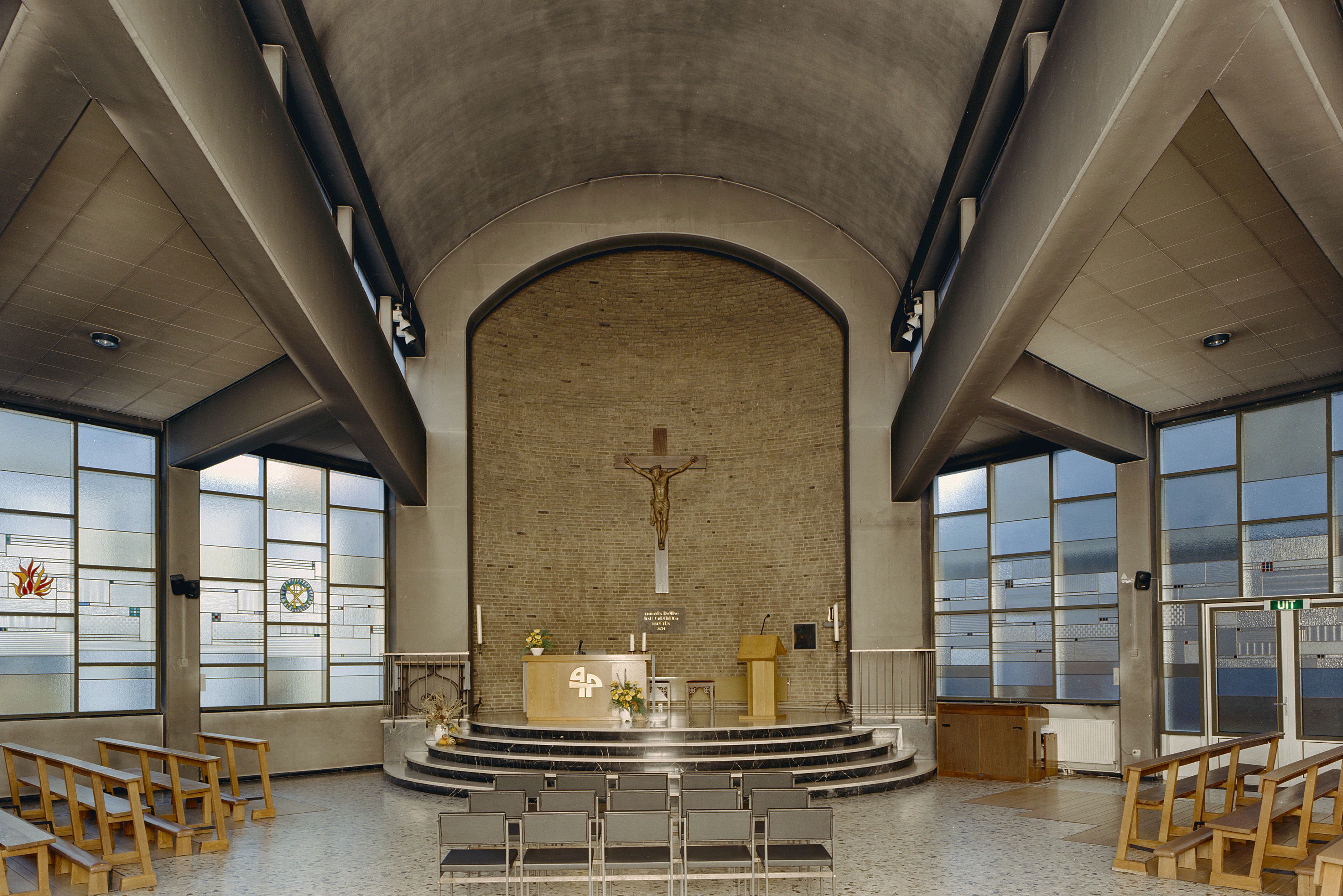
Gerarduskapelle von 1960
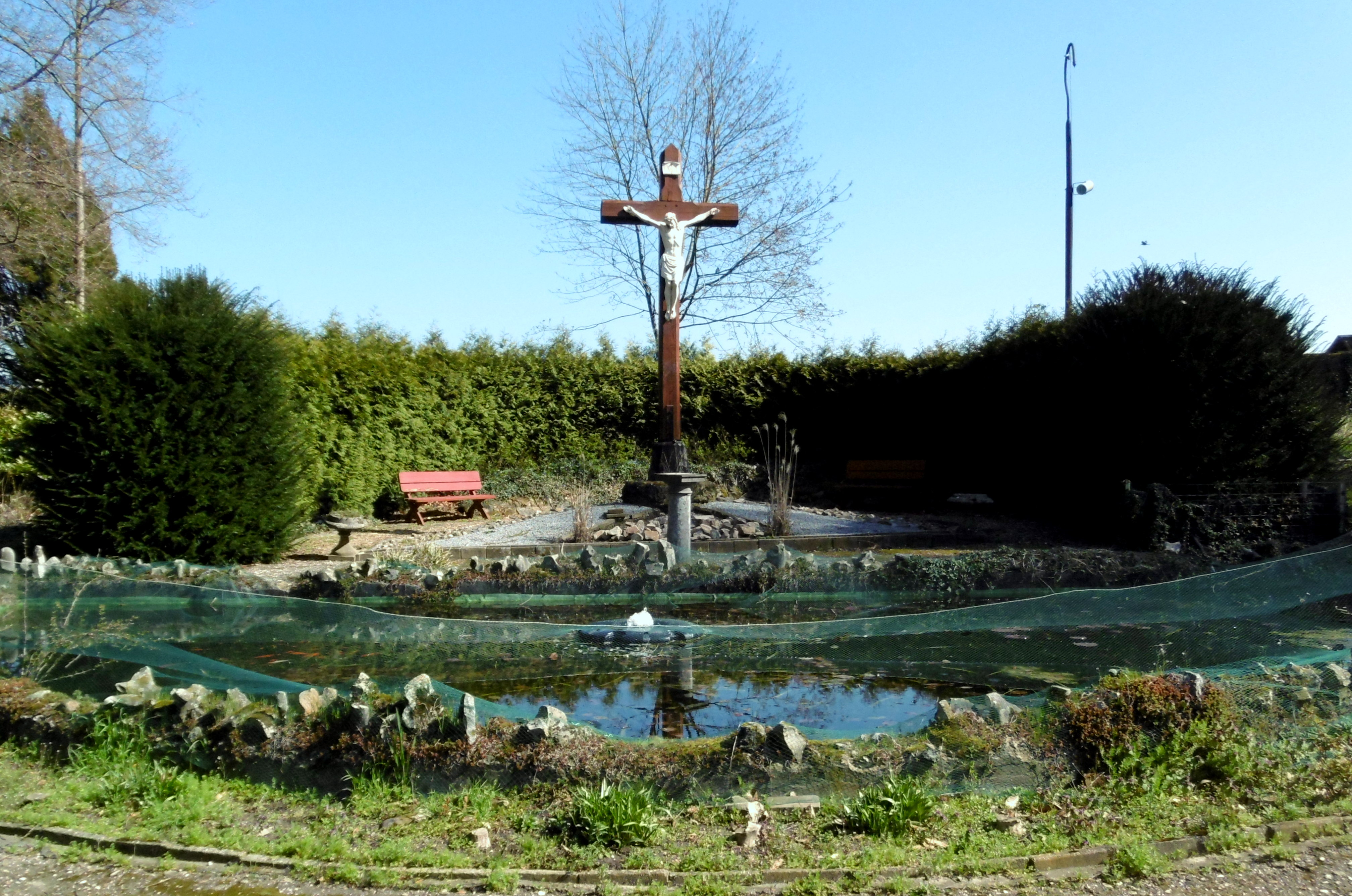
Hochkreuz im Klostergarten

Die ab 1890 von Johannes Kayser errichtete Klosteranlage präsentiert sich als ein dreigeschossiges Backsteingebäude mit in den Dachbereich vorstoßenden Lukarnen. Die der barocken Kirche vorgesetzte Kirchenfassade wird von einem großen sechsbahnigen Maßwerkfenster beherrscht. Als Pendant auf der rechten Seite der Bibliothekstrakt, dessen durch alle Geschosse reichendes Inneres in niederländischer Tradition von einem in den Dachraum reichenden hölzernen Tonnengewölbe auf massiven Kragsteinen abgeschlossen wird.

## Ausstattung

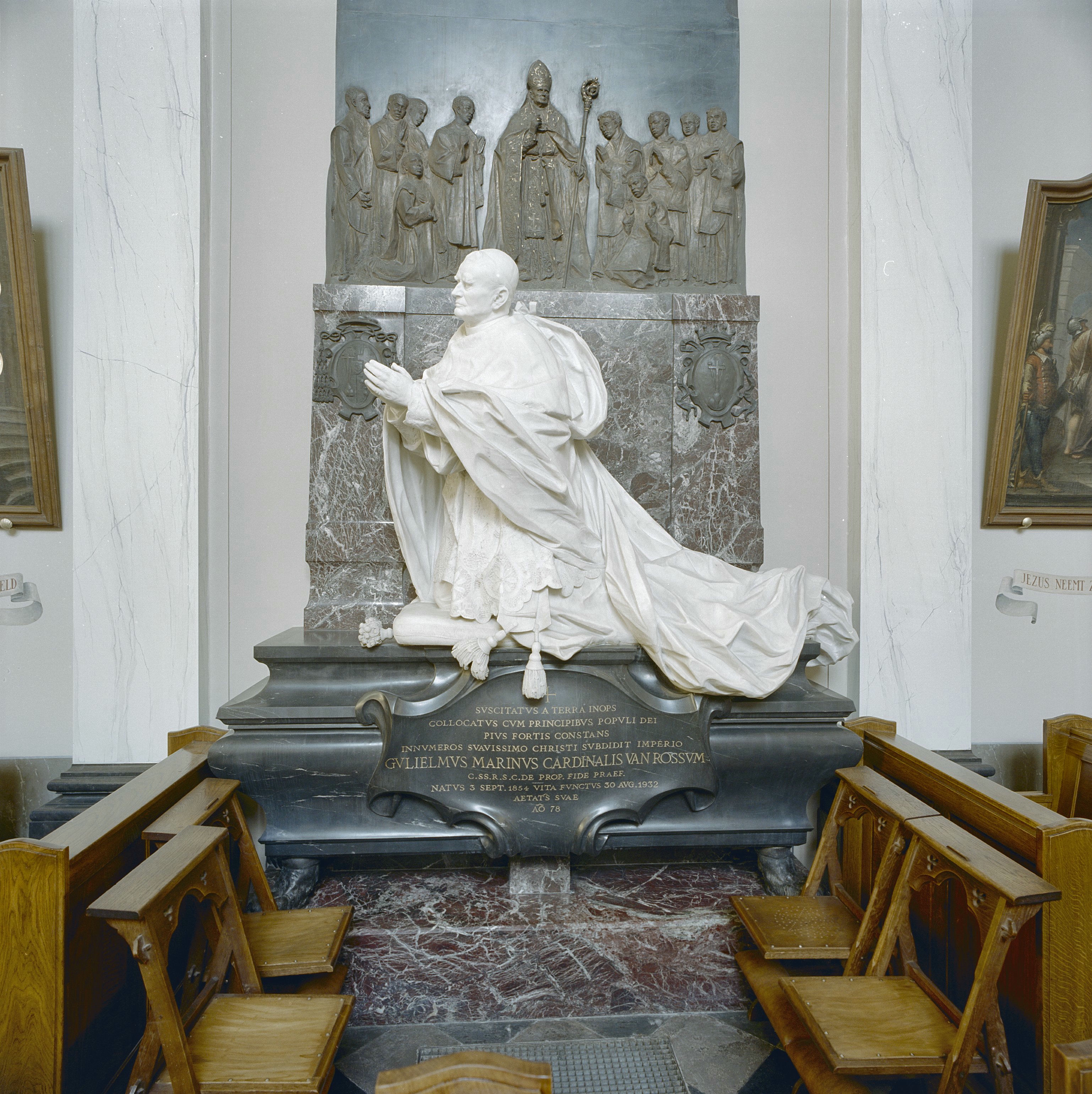
Grabmal des Kardinals Willem Marinus van Rossum

In der Kirche befindet sich das monumentale Grabmal des 1932 verstorbenen und in Wittem bestatteten Kardinals Willem Marinus van Rossum, des ersten niederländischen Kardinals seit der Reformationszeit.